# Daniel Scholz (Musiker, 1973)
Daniel Scholz (* 1973 in Leipzig) ist ein deutscher Komponist und Musikproduzent.

## Leben
Der heute in Berlin lebende Musikproduzent war in den 1990er Jahren zuerst als DJ tätig. Unter den Namen „DJ Leinad“ und „Milkman“ veröffentlichte er in der Mitte der 1990er Jahre seine ersten Musikstücke auf Vinyl. 1995 remixte er für das Schweizer Musik-Duo Yello den Song „How How“ und erlangte so erstmals größeres Aufsehen. Gemeinsam mit Matthias Tanzmann startete er 1999 das Deep-House-Projekt Gamat 3000, das auf Steve Bugs Label Dessous Recordings sein Debüt gab. Im Jahre 2001 zog Scholz nach Berlin. Dort gründete er zusammen mit Robert Wässer das Musikunternehmen Sound Chateau, das unter anderem durch die Zusammenarbeit mit Thomas Anders bekannt wurde. 2004 produzierte Daniel Scholz gemeinsam mit Robert Wässer den von Iris Gruttmann geschriebenen Song Schnappi, der 10 Wochen lang Platz 1 in den deutschen Charts belegte.
Danach komponierte und produzierte Scholz überwiegend Musik in den Bereichen elektronische Tanzmusik, Film und Werbung.

## Diskografie

### Alben
- 1998: Leinad - Electric City - The Album (JXP)

### Singles & EPs
- 1995: Milkman - Leinad 1 (Rainltd.)
- 1995: Milkman - Milkman E.P (Rainltd.)
- 1996: Milkman - Leinad 2 (Rainltd.)
- 1996: DJ Leinad - My First Disco (JXP)
- 1997: DJ Leinad & DJ Matt Higgins - Hey Girl, Don't You Know? (Wheel Works)
- 1998: DJ Leinad - Disco Part 2 (JXP)
- 1998: DJ Leinad - Disco Part's III (JXP)
- 1998: Leinad - Feedback (JXP)
- 2022: Leinad - Souvenirs (Mysticisms)